# Skórcz (gmina)
Pour le village, voir Skórcz.
Skórcz est une gmina rurale du powiat de Starogard, Poméranie, dans le nord de la Pologne. Son siège est la ville de Skórcz, bien qu'elle ne fasse pas partie du territoire de la gmina.
La gmina couvre une superficie de 96,63 km2 pour une population de 4 567 habitants.

## Géographie
La gmina inclut les villages de Barłożno, Bojanowo, Boraszewo, Bukowiec Nowy, Czarne, Czarnylas, Drewniaczki, Kranek Drugi, Mieliczki, Mirotki, Miryce, Nowy Bukowiec, Pączewo, Pólko, Pustkowie, Ryzowie, Skórcz-Kranek, Wielbrandowo, Wielki Bukowiec, Wolental, Wybudowanie Wielbrandowskie et Zajączek.
La gmina borde la ville de Skórcz et les gminy de Bobowo, Lubichowo, Morzeszczyn, Osiek et Smętowo Graniczne.